# 学窓ハクメイ
学窓ハクメイ（がくそうハクメイ、TWILIGHT ACADEMIA）は、株式会社glowによる『物語を紡ぐVTuberプロジェクト』。および同プロジェクトに所属するバーチャルYouTuberグループ。

## 概要
『物語を紡ぐVTuberプロジェクト』の名の通り、『学窓ハクメイ』には様々な設定やストーリーがあり、公式Xアカウントに掲載される小説や漫画で各キャラクターの物語や日常が描かれる。
所属するタレントは、寂れた学園都市・天窓ノ街（てんまどのまち）に活気を取り戻すべく、天窓ノ街に位置する教育機関・学窓ハクメイの二代目学窓長であるレイン・ファン・トワイライトに集められた生徒という設定。
学窓ハクメイは全寮制であり、メンバーもそれに則りセレスティア、エフェメリス、イノセンス、ディスタントの四つの寮（グループ内ユニット）に分けられている。
YouTuberとしての活動は学窓ハクメイを運営する株式会社glowの所在地である福井県のPR活動が多く、いわゆる『中の人』や、キャラクターデザインを担当するイラストレーター、Live2Dモデラーなどのクリエイター陣も福井にゆかりのある人物を多く採用している。

## 歴史
2022年
- 3月12日、公式Xアカウント開設、第1回クラウドファンディング始動。
- 3月21日、公式サイト開設。
- 4月1日、福井新聞にて紹介記事掲載。
- 4月1日 - 3日、1期生がYouTubeデビュー。
- 5月26日、福井テレビの『福井テレビ News イット!』にて紹介。
- 7月16日、第2回クラウドファンディング始動。
- 8月30日、居酒屋『わらび』とのコラボを実施。
- 12月23日、浪漫遊 福井店とのコラボを実施。

2023年
- 2月18日、2期生オーディション開催と同時にオーディション記念クラファン始動。
- 3月16日、『うさねこメモリー』にインタビュー記事掲載。
- 6月24日、運営スタッフ（きーちゃん）による配信を開始。
- 7月10日、福井商工会議所デジタル活用ビジネス支援センターから取材を受ける。
- 10月19日 - 20日、『北陸技術交流テクノフェア2023』にて所属タレントの巫薙りんかがインフォメーションを担当。

2024年
- 2月9日、福井テレビチャンネルから取材を受ける。
- 4月1日、自動音声ガイドシステム『東尋坊冒険ナビ』の音声を担当。
- 4月5日 - 7日、2期生がYouTubeデビュー。
- 4月10日、福井県警交通安全広報大使に任命。

## 所属タレント
|       | 名前           | 誕生日  | モチーフ           | 寮           | 身長  | 活動開始日   |
| ----- | -------------- | ------- | ------------------ | ------------ | ----- | ------------ |
| 1期生 | 白暈ハロ（）   | 3月27日 | 日暈/月暈          | セレスティア | 156cm | 2022年4月1日 |
| 1期生 | 灯喰カクレ（） | 12月4日 | 日食               | エフェメリス | 148cm | 2022年4月2日 |
| 1期生 | 巫薙りんか（） | 8月16日 | 不知火             | ディスタント | 152cm | 2022年4月2日 |
| 1期生 | 矢神鳴雷亜（） | 6月25日 | レッドスプライト   | イノセンス   | 160cm | 2022年4月3日 |
| 1期生 | 絃月シア（）   | 9月6日  | 月/月下美人        | エフェメリス | 149cm | 2022年4月3日 |
| 2期生 | 天泣しぐれ（） | 7月7日  | 狐の嫁入り         | イノセンス   | 160cm | 2024年4月5日 |
| 2期生 | 綾糸ユウ（）   | 4月8日  | 陽炎               | ディスタント | 155cm | 2024年4月6日 |
| 2期生 | 烏羽レア（）   | 2月23日 | ダイヤモンドダスト | セレスティア | 144cm | 2024年4月7日 |